# 팀 배글리

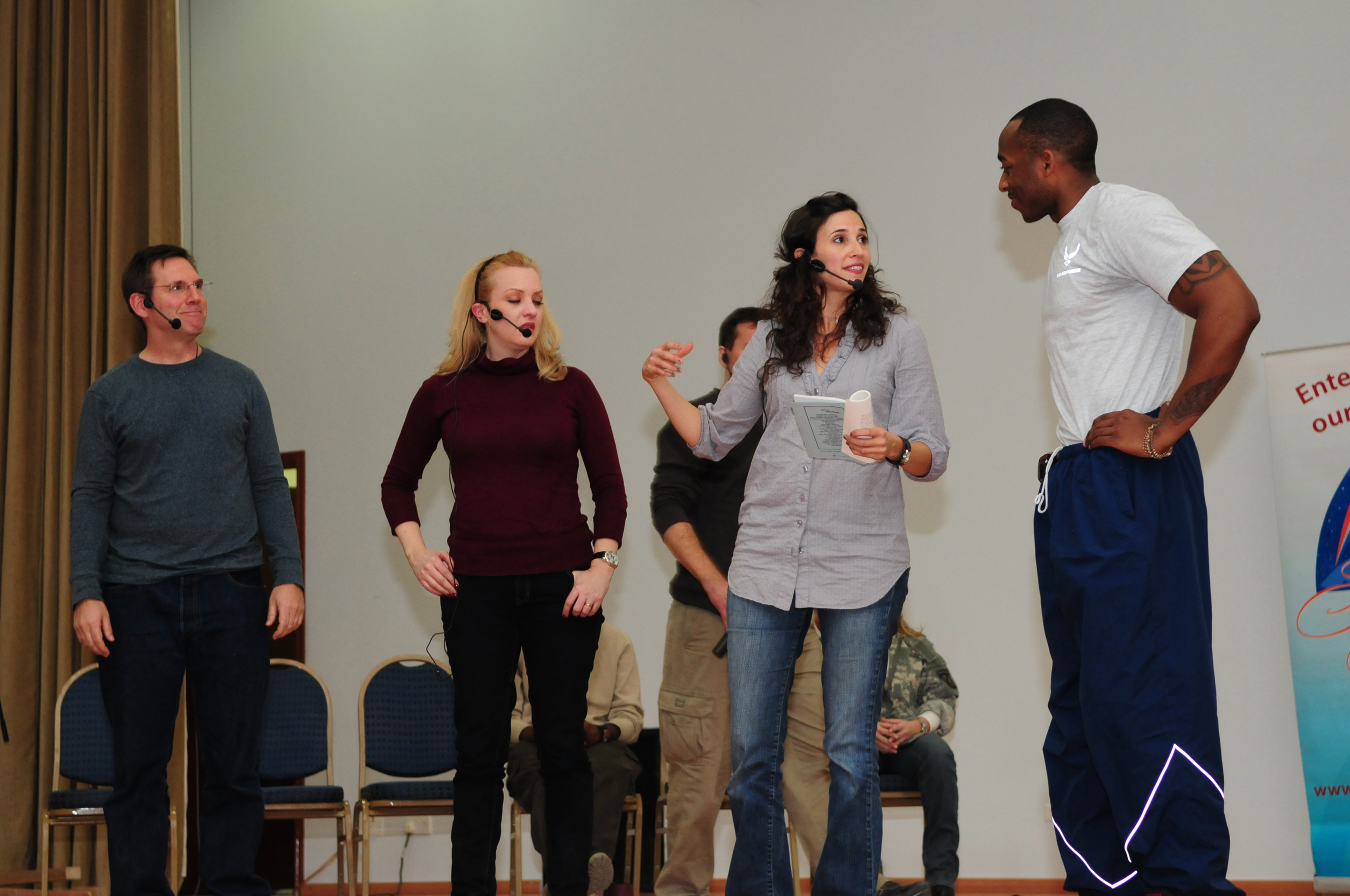

팀 배글리(Tim Bagley, 1957년 8월 17일 ~ )는 미국의 배우이다.
미니애폴리스에서 태어났다.

## 출연 작품

### 영화
- 테일 라이트 (1992, Mistress)
- 마스크 (1994) - 어브 리플리 역
- 라스트 크로우 (1998, The Chosen One: Legend of the Raven) - 리키 역
- 해피 텍사스 (1999, Happy, Texas)
- 오스틴 파워 (1999)
- 더 플러퍼 (2001, The Fluffer)
- 투모로우 (2004)
- 이 달의 점원 (2006)
- 합격! (2006)
- 사고친 후에 (2007)
- 워크 하드: 듀이 콕스 스토리 (2007)
- 파인딩 블리스 (2009, Finding Bliss)
- Jesus People: The Movie (2009) - 로드 카마이클 역
- The Space Between (2010)
- 비밀작전 (2010, Operation: Endgame)
- Literally, Right Before Aaron (2012) - 단편
- Wish Wizard (2014) - 단편
- Meet My Valentine (2015)
- 피쉬볼 캘리포니아 (2018, Fishbowl California) - 우디 역

### 텔레비전
- 닥터 슬론 (1994)
- The Court (2002)
- 어코딩 투 짐 (2003-07) - 팀 데블린 역
- 킹 오브 퀸즈 (2004-07)
- 탐정 몽크 (2004-09)
- 제7의 천국 (2005)
- Miss Guided (2008) - 피터 역
- 웹 테라피 (2008-13, Web Therapy)
- 마이 대드 세즈 (2010-11, $h*! My Dad Says)
- Mr. Robinson (2015)
- 그레이스 앤 프랭키 (2015-22)